# Servcorp
Servcorp Limited (ASX: SRV) est une entreprise cotée à la bourse australienne dont le siège social est basé à Sydney.
Servcorp propose des prestations de location de bureaux équipés (serviced offices en anglais), salles de réunion, salles de conférence, bureaux virtuels (en anglais : virtual offices), domiciliation d’entreprise et des services de services de secrétariat et d'accueil téléphonique multilingues dans plus de 75 centres d’affaires en Australie, Nouvelle-Zélande, Chine, Asie du Sud-Est, Japon, Europe et au Moyen-Orient.
Servcorp possède une marque déposée pour la phrase « Tout sauf le Bureau – Everything but the office » et soutient la sylviculture respectueuse de l’environnement et les bonnes pratiques d’impression.

## Historique
- En 1978 Alfred Moufarrige fonda Servcorp et fut le pionnier sur le marché des bureaux équipés en centres d’affaires. A.G Moufarrige cherchant un local pour installer son entreprise, s’aperçu de la difficulté de trouver des bureaux de qualité pour une petite structure et du marché potentiel que cela représentait. Servcorp s’est rapidement développé en Australie, en Nouvelle-Zélande, en Asie, au Moyen-Orient et en Europe.
- En 1999 Servcorp[4] est répertorié à la Bourse d’Australie (ASX: SRV).
- En 1999, Servcorp choisit le quartier de l’Opéra[Lequel ?] à Paris pour y installer son premier centre d’affaires au 17 et 23 square Edouard VII.
- En 2001, Servcorp se lance sur le marché Belge et ouvre son premier centre d’affaires à Bruxelles dans la Bastion Tower située dans le Quartier Européen.
- En 2007, le second centre d’affaires parisien Servcorp vit le jour au cinquième étage de limmeuble Louis Vuitton au 101 avenue des Champs-Élysées.
- En 2008, Servcorp Paris continuait son extension avec l’ouverture d'un centre d’affaires boulevard Haussmann.
- En 2009, Servcorp compte plus de 140 sites répartis dans 21 pays.

## Activités commerciales à l'étranger
- Servcorp est maintenant le premier employeur australien au Japon avec 130 employés à Tokyo.
- Servcorp est installé dans vingt pays en dehors de l’Australie.
- Office Squared (une filiale de Servcorp) s'est  aussi développée en Malaisie.

## Technologies
- Office Squared Ltd (une filiale Servcorp) a signé en 2008 un accord de partenariat avec MSC Malaysia (une initiative du Gouvernement malaysien qui développe un projet appelé « i-City Malaysia ») pour développer, installer et entretenir l’information et la technologie du I-City afin de permettre l’accès et la mise en place de l’information et de la technologie -très bien développée-, mais également de rendre accessible les services instantanés à la clientèle partout au sein de la ville.
- Servcorp a encore plus attiré l’attention des médias lorsque la société a annoncé un partenariat avec Cisco Systems[5] afin de mettre les téléphones IP au service de tous ses clients à Pékin, Tokyo, Paris, Singapour et Sydney.
- Servcorp a développé en exclusivité des logiciels permettant de faciliter le quotidien des entreprises, leur faisant gagner du temps pour se concentrer sur le développement de leur activité : contrôle Spam d’emails, et Servcorp Online[6] (une plateforme interne qui permet de réserver ou utiliser de services et des produits en ligne et en temps réel).